# Serrano (Chili)

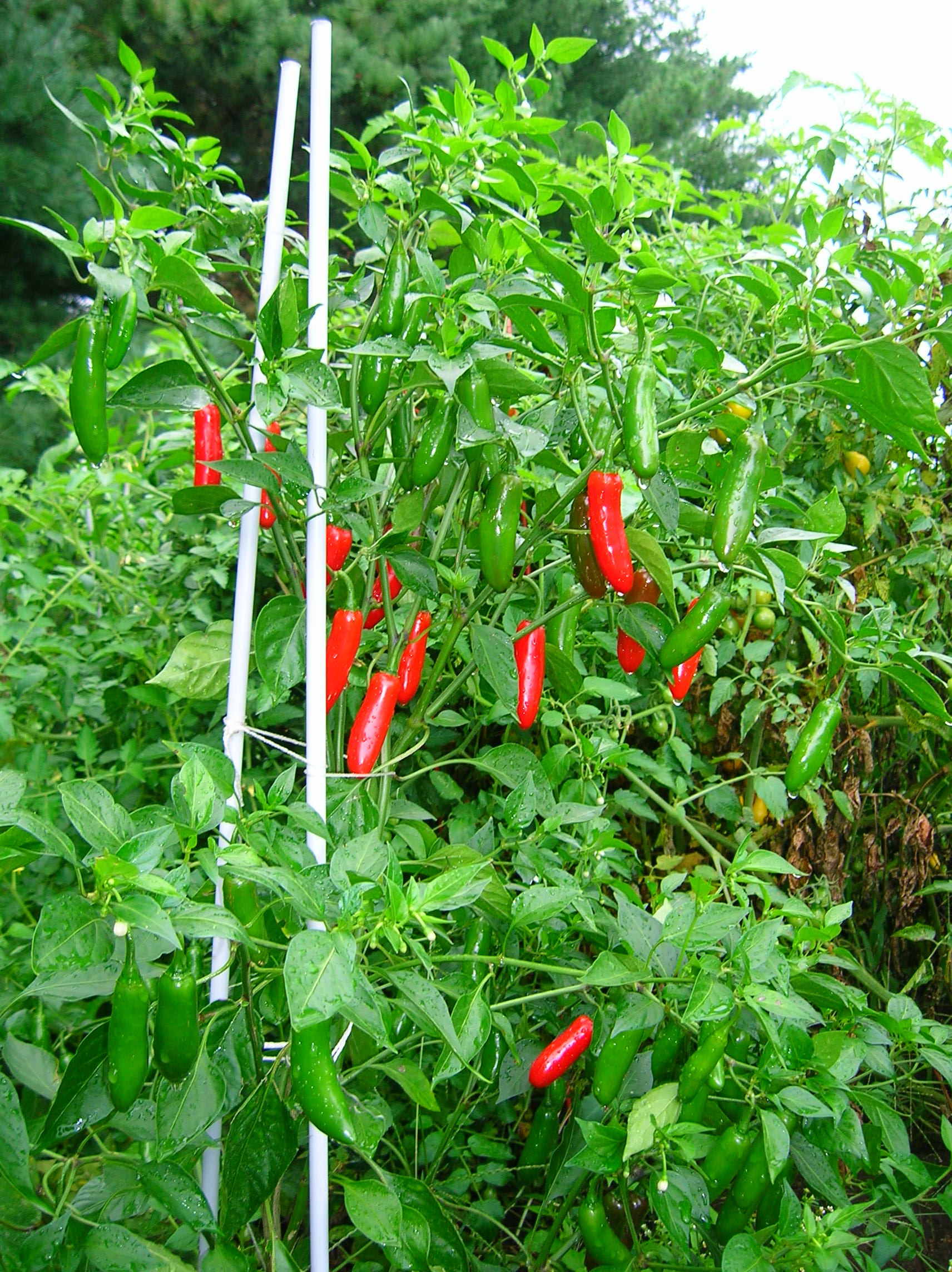
Serrano-Pflanze

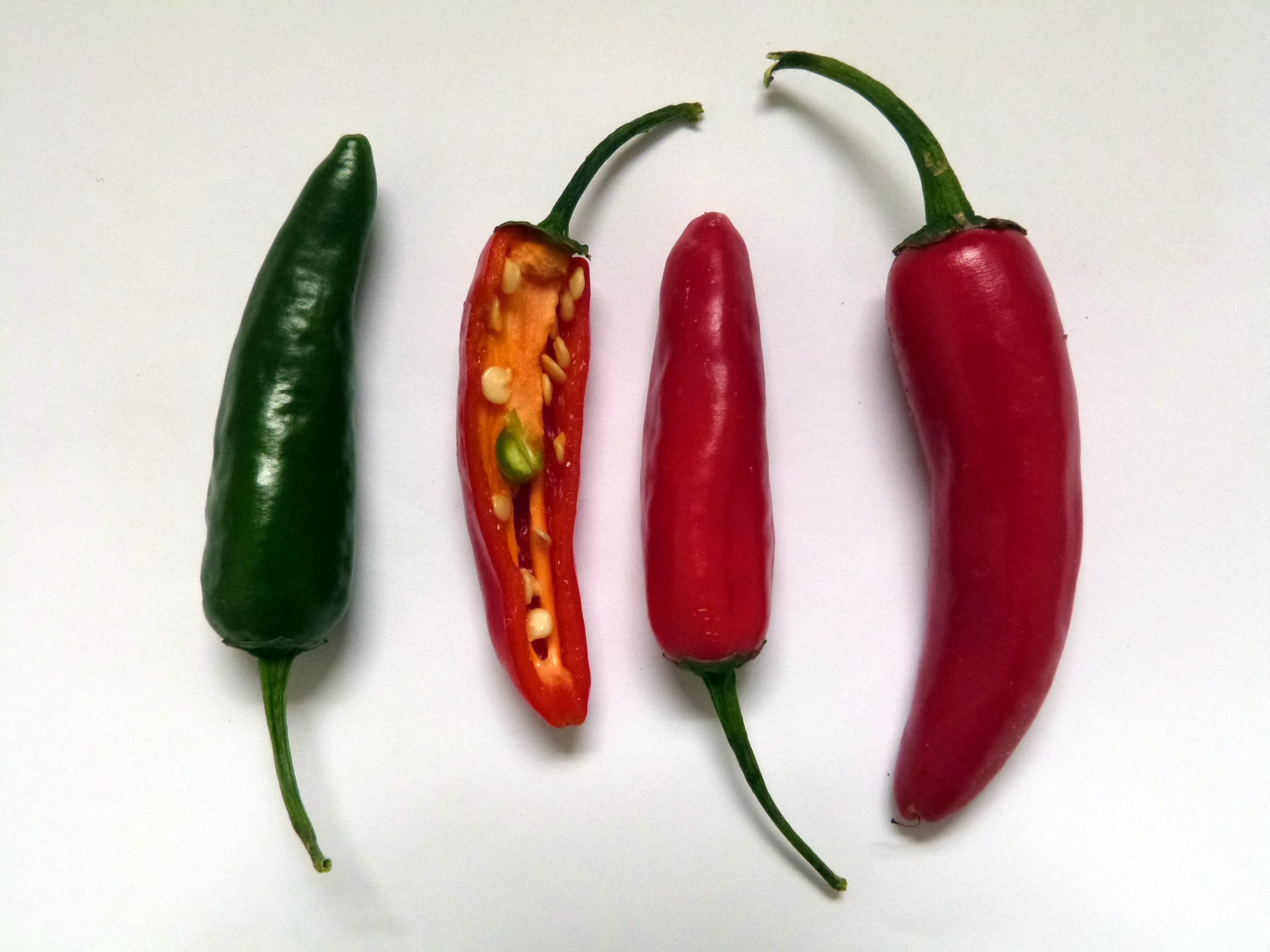
Serrano-Früchte

Die Serrano ist eine Chilisorte, die ursprünglich aus den mexikanischen Bundesstaaten Puebla und Hidalgo stammt.  Der Name kann mit „aus den Bergen stammend“ übersetzt werden. Serranos werden in der mexikanischen Küche hauptsächlich frisch für die Zubereitung von Salsas genutzt. Sie werden typischerweise roh verarbeitet und verzehrt. Serranos sind etwas kleiner und schärfer als Jalapeños. 

## Pflanzen
Ausgewachsene Serrano-Pflanzen können zwischen 0,5 und 1,5 m hoch werden. Ihre hell- oder dunkelgrünen pubeszenten Blätter werden 9 – 12 cm lang und 4 – 5 cm breit. Die Blütenkronen sind weiß und nicht gepunktet. Jede Pflanze kann bis zu 50 Chili-Schoten liefern.
Es gibt verschiedene Serrano-Cultivare wie die mexikanischen Altamira, Panuco und Tampiqueño oder die 1985 in Texas gezüchtete, mildere und virusresistente Hidalgo.

## Früchte
Die zylindrischen Früchte laufen am unteren Ende spitz zu, ihre Haut ist glatt. Im Mittel sind sie 3 bis 5 cm lang, bei einem Durchmesser von etwa 1 cm. Sie werden meist im grünen Zustand verwendet. Ausgereifte Früchte sind rot und können genauso verwendet werden wie grüne. Reife Früchte können grün, rot, braun, orange oder gelb sein.
Auf der Scoville-Skala erreichen Serrano-Chilis Werte zwischen 10.000 und 20.000.

## Anbau
Die Anbaufläche für Serrano-Chilis in Mexiko wird mit etwa 37.500 Acres (15.175 ha) angegeben, im Südwesten der USA sind es weitere 150 Acres (60 ha).  
In den mexikanischen Bundesstaaten Veracruz, Sinaloa, Nayarit und Tamaulipas werden jährlich etwa 180.000 Tonnen Serranos geerntet.

## Verwendung
Serranos sind nach den Jalapeños die am zweithäufigsten verwendete Chili-Sorte in der mexikanischen Küche. 
Wenn in mexikanischen Rezepten die Chilisorte nicht genannt wird oder wenn einfach grüner Chili angegeben wird, ist Serrano gemeint.
Üblicherweise werden Serranos mitsamt der Plazenta und der Samen verwendet.
Roh werden zerkleinerte Serranos mit anderen Zutaten gemischt, um verschiedene Salsas herzustellen, darunter Pico de gallo, Guacamole und rohe Salsa verde. In vielen mexikanischen Haushalten werden sie im Ganzen auf den Tisch gelegt, um während des Essens immer wieder ein kleines Stück abzubeißen. Das nennt man scherzhaft „Chile de amor“, weil die Chilis „a mordidas“ (in Bissen) gegessen werden.
Serranos können mitgekocht und püriert werden, um Soßen wie „Salsa ranchera“ oder gekochte Varianten der „Salsa verde“ herzustellen. Sie können im Ganzen zu Reis nach mexikanischer Art, Braten, Hühnerbrühe und Eintöpfen hinzugefügt werden. 
Serranos lassen sich auf dem Grill oder in der Pfanne rösten und können dann mit anderen Zutaten zu Röstsaucen püriert werden. Sie können für die Zubereitung von gebratenen Chilis („Chiles toreados“) verwendet werden.
In Mexiko werden etwa zehn Prozent der grünen Serrano-Chilis ganz oder geschnitten als Konserven eingelegt. Sie sind im Handel beispielsweise als eingelegte Serranos, „Serranos en Escabeche“ oder „Serranos en Rajas“ (Serranos in Scheiben) zu finden. Weniger verbreitet sind getrocknete Serranos, die ganz oder gemahlen verwendet werden können und im Bundesstaat Veracruz als „Chile pico de pájaro“ oder „Chile Santa María“ bekannt sind.

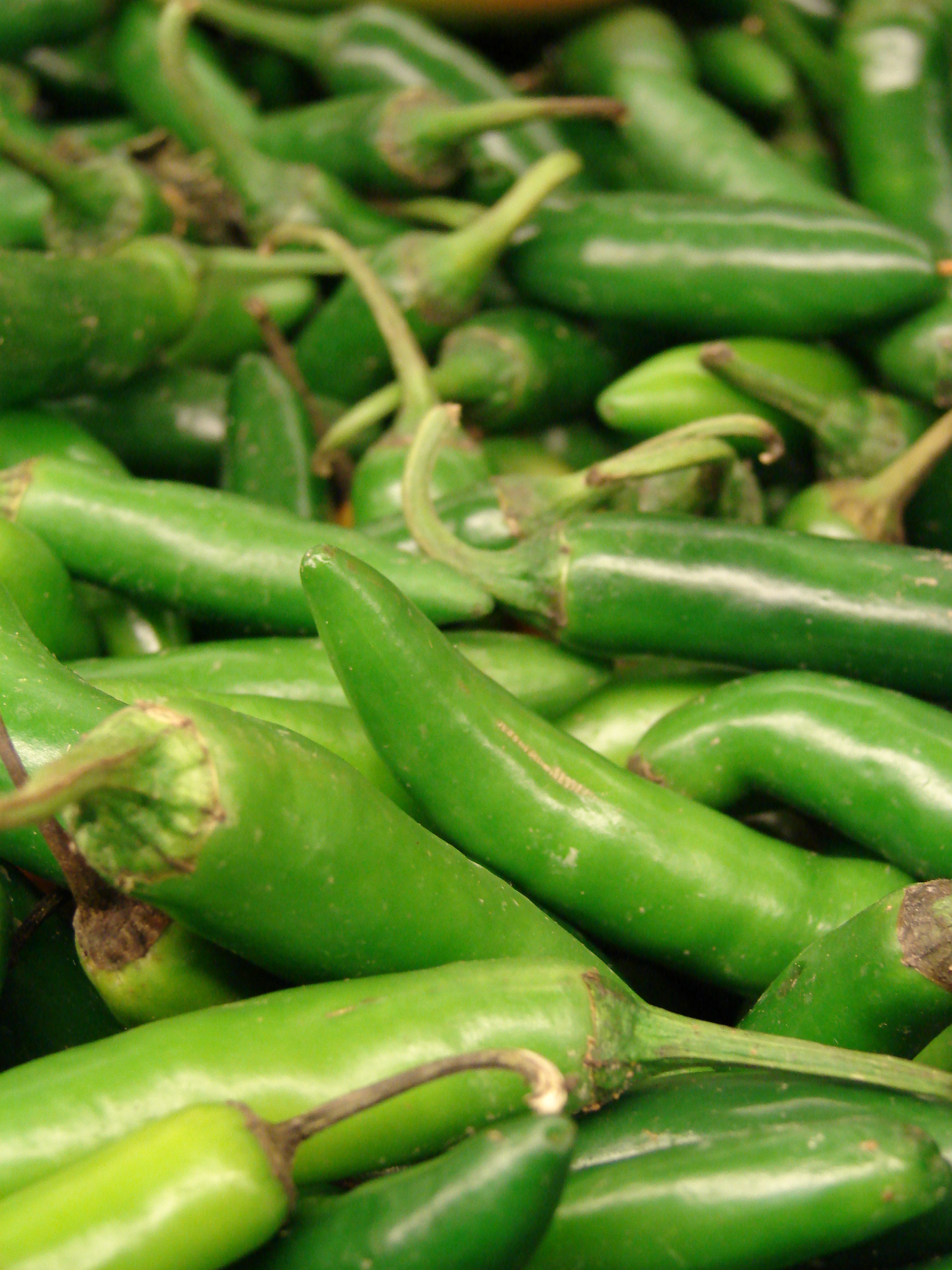
Unreife Serrano-Schoten